# (33927) 2000 LH27
2000 LH27 (asteroide 33927) é um asteroide da cintura principal. Possui uma excentricidade de 0.16935260 e uma inclinação de 1.78093º.
Este asteroide foi descoberto no dia 6 de junho de 2000 por LONEOS em Anderson Mesa.